# 10449 Takuma
10449 Takuma este un asteroid din centura principală de asteroizi.

## Descriere
10449 Takuma este un asteroid din centura principală de asteroizi. A fost descoperit pe 16 octombrie 1936 la Nice de Marguerite Laugier. El prezintă o orbită caracterizată de o semiaxă mare de 3,06 ua, o excentricitate de 0,33 și o înclinație de 2,5° în raport cu ecliptica.